# Hugo González (natation)
Ne doit pas être confondu avec Hugo González.
Hugo González de Oliveira, né le 19 février 1999 à Palma de Majorque, est un nageur espagnol, spécialiste du dos et des 4 nages. Il est le fils d'un père espagnol et d'une mère brésilienne.

## Carrière
Il est médaillé d'or du 100 mètres dos et médaillé d'argent du 200 mètres quatre nages, du 400 mètres quatre nages et du relais 4 × 100 mètres quatre nages au Festival olympique de la jeunesse européenne 2015 à Tbilissi.
Aux Championnats du monde juniors de natation 2015 à Singapour, il remporte la médaille d'or du 200 mètres dos et la médaille de bronze du 400 mètres quatre nages.
Aux Championnats du monde juniors de natation 2017 à Indianapolis, il obtient la médaille d'or du 100 mètres dos, du 200 mètres dos et du 400 mètres quatre nages et la médaille d'argent du 50 mètres dos.
Il remporte deux médailles d'argent aux Jeux méditerranéens de 2018 (en 200 mètres dos et 200 mètres quatre nages), ainsi qu'une médaille de bronze au relais 4 × 200 mètres nage libre.

## Palmarès

### Championnats du monde

#### Grand bassin
- Championnats du monde 2024 à Doha 
  -  Médaille d'or du 200 m dos
  -  Médaille d'argent du 100 m dos

### Championnats d'Europe
- Championnats d'Europe 2020 à Budapest 
  -  Médaille d'or du 200 m quatre nages
  -  Médaille d'argent du 100 m dos
  -  Médaille de bronze du 50 m dos

### Jeux méditerranéens
- Jeux méditerranéens 2018 à Tarragone 
  -  Médaille d'argent du 200 m dos
  -  Médaille d'argent du 200 m quatre nages
  -  Médaille de bronze du 4 × 200 m nage libre